# Рудня Горбовичская (Калинковичский район)
Рудня Горбовичская (бел. Гарбавіцкая Рудня) — деревня в Горбовичском сельсовете Калинковичского района Гомельской области Беларуси.
Поблизости расположено месторождение железняка.

## География

### Расположение
В 7 км на запад от районного центра и железнодорожной станции Калинковичи (на линии Гомель — Лунинец), 130 км от Гомеля.

## Транспортная сеть
Транспортные связи по просёлочной, затем автомобильной дороге Гомель — Лунинец. Планировка состоит из криволинейной улицы с переулками, ориентированной с юго-востока на северо-запад. Обособлено от главной на севере проходят 2 короткие, параллельные между собой улицы. Застройка двусторонняя, деревянная усадебного типа.

## История
По письменным источникам известна с XVIII века. В 1811 году владение Ракитских, в Речицком уезде Минской губернии. В 1850 году владение Горвата. В 1879 году обозначена в числе селений Калинковичского церковного прихода. Согласно переписи 1897 года действовали школа грамоты, хлебозапасный магазин. В 1908 году в Дудичской волости. В 1917 году открыта школа, которая разместилась в наёмном крестьянском доме.
В 1929 году организован колхоз. Во время Великой Отечественной войны около деревни базировался партизанский отряд «Храбрецы». В боях за деревню и её окрестности в 1944 году погибли 84 советских солдата и партизана (похоронены в братской могиле на кладбище). Освобождена 14 января 1944 года. В бою за деревню отличилась батарея старшего лейтенанта М. В. Муравьёва. 57 жителей погибли на фронте. В мае-июне 1944 года в деревне размещались жители деревни Клинск, которая находилась в прифронтовой зоне. Согласно переписи 1959 года в составе подсобного хозяйства райсельхозхимии (центр — деревня Горбовичи), располагались отделение связи, фельдшерско-акушерский пункт.

## Население

### Численность
- 2004 год — 105 хозяйств, 166 жителей.

### Динамика
- 1834 год — 15 дворов.
- 1850 год — 25 дворов.
- 1897 год — 50 дворов, 354 жителя (согласно переписи).
- 1908 год — 67 дворов, 494 жителя.
- 1917 год — жителей.
- 1959 год — 827 жителей (согласно переписи).
- 2004 год — 105 хозяйств, 166 жителей.